# Orkworld

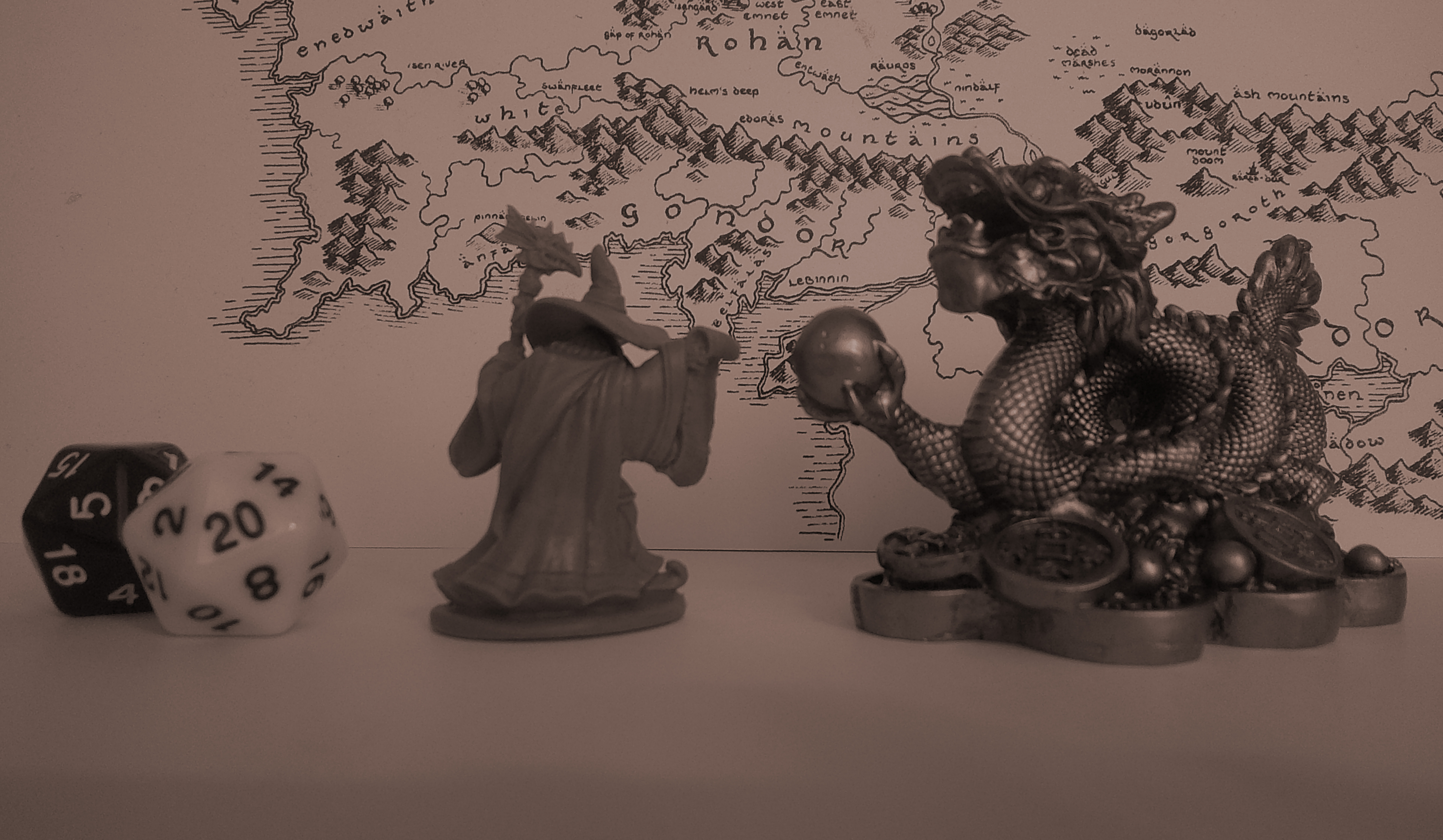
Pions du jeu.

Orkworld est un jeu de rôle sur table médiéval-fantastique américain publié par Wicked Press en 2000. Il propose aux joueurs d'incarner un Orc dans une version légèrement différente de la représentation populaire. L'accent est mis sur la société Ork, avec ses rituels, ses légendes, sa magie, etc. Une bonne partie des règles de base est ainsi réservée à la présentation de cet univers où nains, elfes et humains sont une terrible menace pour la civilisation Ork.